# Plage de Bois-Jolan
La plage de Bois-Jolan est une plage de sable fin de près de 1 kilomètre située à l'est Sainte-Anne, en Guadeloupe. Aux eaux de couleur vert émeraude, la plage est ceinturée par la barrière de corail.
Elle est voisine de la plage de Sainte-Anne située à son ouest.